# Slavoj
Slavoj of Sławoj is een van oorsprong Slavische jongensnaam die "beroemde strijder" betekent.

## Etymologie
De Slavische naam Slavoj (of Sławoj) is opgebouwd uit twee elementen: slav "roem" en voj "strijd". Deze twee elementen komen ook in de omgekeerde volgorde voor, en geven dan de naam Vojislav / Wojsław. Varianten afhankelijk van de taal zijn:
- Pools: Sławoj
- Sloveens: Slavoj
- Tsjechisch: Slavoj

## Beroemde naamdragers
- Karel Slavoj Amerling (1807-1884), Tsjechisch leraar, schrijver en filosoof
- Felicjan Sławoj Składkowski (1885-1962), Pools geneesheer, generaal en politicus
- Sławoj Leszek Głódź (°1945), Pools bisschop van de Rooms-Katholieke Kerk
- Slavoj Žižek (°1949), Sloveens socioloog, filosoof, psychoanalyticus en cultuurcriticus